# دوري أبطال إفريقيا لكرة اليد 2019
دوري أبطال أفريقيا لكرة اليد 2019 هي الدورة 41 من هذه البطولة، نظمت بين 4 و13 أكتوبر 2019 في برايا عاصمة الرأس الاخضر من قبل الاتحاد الإفريقي لكرة اليد. فاز به نادي الزمالك المصرى لكرة اليد وذلك للمرة 12 في تاريخة بعد تغلبه على نادي سبورتنج المصري في نهائي مصري خالص بنتيجة 33/31 بعد وقت إضافي لانتهاء الوقت الأصلي بالتعادل 29/29.

## المشاركين
- نادي الزمالك المصرى لكرة اليد[1]
- نادي سبورتنج المصري
- نادي جي اس كي
- نادي انتر كلوب
- نادي وداد السمارة المغرب
- نادي أتليتكو
- نادي ريد ستار
- نادي ديسبورتيفو دا برايا
- نادي ايتوال دوكونجو
- نادي فاب ياوندي الكاميروني